# 上原訓蔵
上原 訓蔵（うえはら くんぞう、1972年没）は日本の教育者、外国語学者。

## 来歴
熊本県に生まれる。熊本県立玉名中学校（1909年卒業）を経て、東京外国語学校（現・東京外国語大学）を卒業した。
マレー語の第一人者として母校である東京外国語学校の助教授、教授の他、太平洋戦争で大日本帝国陸軍がマレー半島に進出するにあたって陸軍教授となり、陸軍兵士にマレー語の指導をおこなった。この時期にはマレー語の教本・事典を複数刊行しており、『標準上原マレー語』（全4巻、晴南社、1942年）は初版各巻1万部という売れ行きを示した。戦争中にはジャワ島で、旧慣習制調査委員やインドネシア語整備委員も務めた。
戦後は千葉県に居住し、インドネシア語に関する書籍を刊行している。
その後1972年6月22日に死去した。